# Segarcea
Segarcea es una ciudad con estatus de oraș de Rumania en el distrito de Dolj.

## Geografía
Se encuentra a una altitud de 127 m s. n. m. a 256 km de la capital, Bucarest.

## Demografía
Según estimación 2012 contaba con una población de 8 548 habitantes.
| 1948 | 1956 | 1966 | 1977  | 1992  | 2002  | 2012  |
| s/d  | s/d  | s/d  | 8 534 | 8 581 | 8 066 | 8 548 |